# 목마
목마(The Wooden Horse)는 영국에서 제작된 잭 리 감독의 1950년 드라마, 전쟁 영화이다. 리오 겐 등이 주연으로 출연하였고 이안 달림플 등이 제작에 참여하였다.

## 출연

### 주연
- 리오 겐
- 데이비드 톰린슨

### 조연
- 안소니 스틸
- 데이빗 그린
- 피터 버튼
- 패트릭 웨딩턴
- 마이클 구들리프
- 안소니 도슨
- 브라이언 포브스
- 댄 커닝햄
- 피터 핀치
- 필립 데일
- 러셀 워터스
- 랠프 워드
- 프란즈 샤프헤이틀린
- 허버트 에일리츠
- 리스 로워트
- 자크 B. 브루니우스
- 헬지 에릭센
- 메인하트 모어
- 월터 고텔
- 월터 허트너
- 폴 스톡맨
- 조한스 존앤슨
- 빌 트래버스

## 제작진
- 원작자: 에릭 윌리엄스
- 조감독: 필립 쉽웨이
- 조감독: 존 펠랫
- 조감독: 로널드 스펜서
- 분장부문: 조지 파틀턴
- 프로덕션매니저: 레이몬드 앤자러트
- 프로덕션매니저: 존 브라번